# Список серий аниме «Триган»
В этой статье представлен полный список серий аниме Trigun с кратким описанием сюжета и их названиями на японском и английском языке, а также одной из версий перевода оригинальных названий на русский. Аниме Trigun транслировалось с 1 апреля по 30 сентября 1998 года в Японии по каналу TV Tokyo. Дополнительную информацию смотрите ниже.
Trigun - аниме-сериал, основанный на одноимённой манге, написанной и проиллюстрированной Ясухиро Найтоу. Сериал рассказывает о Вэше Урагане, самом страшном преступнике на планете, за чью голову назначена награда в 60 миллиардов $$ ("двойной доллар"). В своих путешествиях главный герой всегда придерживается своего морального кодекса и старается не вредить людям, даже если со стороны его решения и поступки могут показаться безрассудными. Вэш имеет прозвище "Человек-Тайфун", несмотря на то что большая часть разрушений, возлагаемых на него, на самом деле вызваны крайними мерами, которые люди принимают, чтобы захватить или убить его за вознаграждение. Путешествуя по планете в надежде остановить зло, существующее на земле, он также встречает двух женщин, Мерил Страйф и Милли Томпсон, которым было поручено расследовать его действия и минимизировать ущерб, связанный с ним.

## Список серий
| 1 | The $$60 Billion Man «Человек за 60 миллиардов» (600億＄＄の男 (Roppyaku-oku Dabudoru no Otoko))                                                  | 1 апреля 1998    |
| «Преступник № 1», Вэш «Ураган», за чью голову назначена награда 60 000 000 000 $$ не знает покоя. Едва ли не каждый день он встречает тех, кто был бы не прочь заполучить подобные деньги. Ещё вчера целый город превратился в настоящие руины, от рук его же собственных жителей, устроивших охоту на Вэша, — как вновь банда рассчитывающих на лёгкую наживу лихих людей настигает его в одиноком баре неподалёку от соседнего города. Тем временем, в пока ещё безмятежный городок прибывают Мэрил Страйф и Милли Томпсон — представители страховой компании «Бернарделли» — в поисках информации о «Легендарном стрелке». Девушки с радостью узнают, что Вэш где-то неподалёку, и тут же отправляются на поиски, и вскоре обнаруживают охотников за наградой и их жертву, однако в действие вмешивается третья сторона. | |                  |
| 2 | Truth of Mistake «Доля правды» (TRUTH OF MISTAKE)                                                                                                 | 8 апреля 1998    |
| Мэрил и Милли полностью израсходовали запас воды. Прибыв в пустынный город совершенно без воды, Мэрил заметила, что городские здания разорены и разрушены. От прохожего они случайно услышали, что Вэш Ураган в городе и нанят телохранителем Клиффом Шезаром... которому случилось быть единственным жителем и жить в большом особняке. | |                  |
| 3 | Peace Maker «Миротворец» (PEACE MAKER) | 15 апреля 1998   |
| Фрэнк Марлен, в прошлом знаменитый оружейный мастер, теперь всего лишь жалкий алкоголик. Волею судьбы он встречает Вэша. Вэш пытается изменить его жизнь к лучшему. Когда группа бандитов прибывает в город, они заявляют, что их лидер сам Вэш Ураган. В городе нет Шерифа, поэтому Вэшу и горожанам предстоит самим остановить их. В странном повороте судьбы Френк Марлен в итоге спасает ситуацию. Как и Вэш, хотя он не был пьян, он всё же попытался. | |                  |
| 4 | Love & Peace «Мир и Любовь» (LOVE & PEACE) | 22 апреля 1998   |
| Несколько бандитов взяли заложников в баре. Вэш, по-видимому не имея понятия о грабеже, танцевал к ним, в то время как все пули, казалось, летели мимо! Позже мы узнаём, что бандиты захватили особую заложницу, из мести её отцу. Скоро несколько наёмников попытались уничтожить бандитов, но Вэш предотвращает их гибель. Тогда главарь бандитов сходится в дуэли со «Смертью Бостолком». После того, как бандит выигрывает, он готов сдаться, но шериф хочет прославиться за его счёт. Он и его люди окружили Вэша, Мэрил, Милли и Бандита. Что им делать теперь?! | |                  |
| 5 | Hard Puncher «Ударник» (HARD PUNCHER) | 29 апреля 1998   |
| После победы над небольшой группой наёмных убийц, город открывает личность Вэша Урагана. Город впадает после него в огромное буйство, пока он просто убегает. Им нужны деньги за его награду, чтобы отремонтировать сломанную энергостанцию. Мэр призывает свою последнюю надежду, семейку Небраска. Единственный способ Вэшу снять этих парней — его оружие, он должен использовать его в этот раз. | |                  |
| 6 | Lost July «Потерянный Июль» (LOST JULY) | 6 мая 1998       |
| После того как горожане собрали достаточно денег для вызова аварийной бригады, чтобы починить их энергостанцию, Вэш нанялся телохранителем для главного инженера — привлекательной женщины, которая, кажется, имеет особый интерес к славному стрелку. | |                  |
| 7 | B.D.N. (Brilliant Dynamite Neon) «Б.Д.Н. (Бриллиантовый Динамит Неон)» (B.D.N. (ブリリアント・ダイナマイト・ネオン) (Buririanto Dainamaito Neon)) | 13 мая 1998      |
| Вэш садится на песчаный корабль, и теперь он наконец-то совершенно один! В туалете он неожиданно встречается с довольно подозрительным ребёнком. Оказывается, этот ребёнок работает на Плохих Парней, но Вэш не замечает этого. Плохие Парни не могут достать настоящие богатства, спрятанные в бронированном отсеке. Для их извлечения он намеревается устроить крушение. Ребёнок пытается остановить их, но главарь собирается убить ребёнка. Тогда Вэш хватает его и выпрыгивает из окна. Зацепившись за выступ, они залезли в воздухосборник. | |                  |
| 8 | And Between the Wasteland and Sky… «И между пустыней и небом» (そして荒野と空の間を Соситэ Ко:я то Сора но Аида во)                               | 20 мая 1998      |
| Вновь попав на корабль, Вэш и Кайт пытаются пробраться на капитанский мостик. Они почти добираются туда, но в последнюю секунду пойманы. Дуэль между Вэшем и Бриллиантовым Динамитом Неоном определяет судьбу корабля… | |                  |
| 9 | Murder Machine «Машина-убийца» (MURDER MACHINE)                                                                                                   | 27 мая 1998      |
| Обычная поездка на автобусе через дюны пошла не так, когда механические пауки стали угрожать пассажирам. Вэш сопровождается странствующим священником, у которого есть гораздо больше, чем просто мудрые изречения. | |                  |
| 10 | Quick Draw «Дуэль» (QUICK DRAW) | 10 июня 1998     |
| В городе Май Вэш неожиданно снова встречается с Вульфудом. Вместе они присоединяются к соревнованию "Кто первый выстрелит" для того, чтобы помочь бедной семье. Это приводит к их встрече в финале, с интересными результатами. | |                  |
| 11 | Escape from Pain «Дальше от боли» (ESCAPE FROM PAIN)                                                                                              | 17 июня 1998     |
| Милли и Вульфвуд встречают девочку-невольницу. Они помогают ей сбежать из каравана и встретиться с другом, который в свою очередь помогает ей скрыться. Милли идет вместе с ними, а в это время Вэшу платят, чтобы он убил двух беглецов. Все это приводит к испытанию характера Вэша и к интересному столкновению. | |                  |
| 12 | Diablo «Дьявол» (DIABLO) | 24 июня 1998     |
| Вэша настигает его прошлое, когда Легато Блюсаммерс, его новое возмездие, сажает его за решетку за убийство и посылает наёмного убийцу, чтобы убить его. Слово за слово — и Вэш показывает новую сторону своей личности. | |                  |
| 13 | Vash the Stampede «Вэш Ураган» (ヴァッシュ・ザ・スタンピード (Vasshu Za Sutanpīdo))                                                               | 1 июля 1998      |
| Мэрил пишет письмо в страховую компанию с описанием событий, которые происходили с ними после встречи с Вэшем. | |                  |
| 14 | Little Arcadia «Малая Аркадия» (LITTLE ARCADIA)                                                                                                   | 8 июля 1998      |
| Старый фермер с женой готовы защищать свою землю любой ценой. Милли и Мерил становятся их телохранителями, чтобы помочь пожилой паре сохранить свой дом и жизни. | |                  |
| 15 | Demons Eye «Глаз Демонa» (DEMONS EYE) | 15 июля 1998     |
| Легато встречается с командой головорезов и отправляет одну из них — Доменик, обладающую способностью подавлять органы чувств, — убить Вэша. Вэш побеждает её и намеревается найти Легато. | |                  |
| 16 | Fifth Moon «Пятая Луна» (FIFTH MOON) | 22 июля 1998     |
| Вэш вызван на дуэль в город Август с двумя из Gung-Ho Guns. Легато обнажает страшный секрет Вэша. | |                  |
| 17 | Rem Saverem «Рэма Сэйврэм» (レム・セイブレム (Remu Seiburemu))                                                                                    | 29 июля 1998     |
| Детство Вэша. Вэша и его брата, Найвса, растит девушка по имени Рэма. Она, как и Вэш, убеждена в том, что у каждого живого существа есть право на жизнь. Но Найвс имеет своё мнение... | |                  |
| 18 | Goodbye for Now «А пока прощай» (今は、さよなら (Ima wa, Sayonara))                                                                               | 5 августа 1998   |
| Через два года после того как Вэш исчез в руинах разрушенного города, через два года после того как Милли и Мэрил были вынуждены спасаться от разрушительной силы его руки, через два года после того как Вэш был объявлен первым в истории стихийным бедствием гуманоидного происхождения, — тихий городок окружён бандитами, чей лидер именует себя Вэшем Ураганом, а Вульфвуд находится в городе. Всё кажется безнадёжным до тех пор, пока молодой человек со светлыми волосами, живущий в городе последние два года и известный под именем Эрикс, не отправляется на встречу с бандитами... | |                  |
| 19 | Hang Fire «Осечка» (HANG FIRE) | 12 августа 1998  |
| Новости о возвращении Вэша доходят до страховой компании "Бернарделли". Мэрил и Милли отправляются в путь, чтобы найти Гуманоидного Тайфуна, в то время как он вмешивается в кровавые распри двух мафиозных семей. | |                  |
| 20 | Flying Ship «Летучий корабль» (FLYING SHIP) | 19 августа 1998  |
| Вэш выбирает кратчайший путь в город в облаках, реликвию прошлых времён, чтобы встретиться со своими старыми друзьями. Вульфвуд следует за ним и присоединяется к его дружественному визиту, но также кое-кто ещё следует за ними обоими... | |                  |
| 21 | Out of Time «Время вышло» (OUT OF TIME) | 26 августа 1998  |
| Ситуация осложняется в городе в облаках, когда появляются ещё двое из Gung-Ho Guns, и это может привести к ужасным последствиям. | |                  |
| 22 | Alternative «Альтернатива» (ALTERNATIVE) | 2 сентября 1998  |
| Люди исчезают целыми городами, а оставшиеся погружены в дикий страх. Вэш, Вульфвуд, Мэрил и Милли не были пропущены в город, потому что часовые слишком испуганы. Они находят приют для сирот, и затем начинаются неприятности, а неожиданный враг помогает Вульфвуду увидеть ошибки в своем мировоззрении. | |                  |
| 23 | Paradise «Рай» (楽園 (Rakuen)) | 9 сентября 1998  |
| Прошлое Вульфвуда настигло его, он признаёт, что не достоин отпущения грехов. | |                  |
| 24 | Sin «Грех» (罪 (Tsumi)) | 16 сентября 1998 |
| Вэш рассказывает Мэрил, почему он притягивает к себе неприятности, и покидает их с Милли. Он встречает Мидвэлли Безумного Музыканта, а затем и Легато... | |                  |
| 25 | Live Through «Пережить» (LIVE THROUGH) | 23 сентября 1998 |
| Горожане, узнав, что в городе сам Вэш Ураган, решают линчевать его, и он даже не пытается остановить их. | |                  |
| 26 | Under the Sky So Blue «Под такими голубыми небесами» (こんなにも青い空の下で Конна ни мо Аой Сора но Сита дэ)                                     | 30 сентября 1998 |
| Вэш наконец-то встречается с Найвсом. Мэрил и Милли остаются и работают в городе. | |                  |